# Сака (село)
Са́ка (латис. Saka) — село в Латвії, Павілостський край, парафія Сака. Розташоване поблизу Балтійського моря, за 212 км на захід від Риги.

## Назва
- Сака (латис. Saka)
- Закенгаузен (нім. Sackenhausen) — до 1918 року.

## Історія
Перша письмова згадка — 1230 рік. З 1386 року — центр замку Закенгаузен, що належав єпископу Отто. У 1658 році — один із центрів торговельної гавані герцогства Курляндії і Семигалії.